# Bury Me at Makeout Creek
| Оценки критиков      | Оценки критиков |
| Источник             | Оценка          |
| -------------------- | --------------- |
| AllMusic             | [ 5 ]           |
| Consequence of Sound | B               |
| Pitchfork            | 7.7/10          |
| Rolling Stone        | [ 3 ]           |

Bury Me at Makeout Creek — третий студийный альбом японо-американской исполнительницы Mitski, который был записан с помощью лейбла Double Double Whammy. Релиз альбома состоялся 11 ноября 2014 года.

## Список композиций
Слова и музыка всех песен — Mitski.
| №                   | Название                        | Длительность |
| ------------------- | ------------------------------- | ------------ |
| 1.                  | «Texas Reznikoff»               | 2:12         |
| 2.                  | «Townie»                        | 3:25         |
| 3.                  | «First Love / Late Spring»      | 4:38         |
| 4.                  | «Francis Forever»               | 2:29         |
| 5.                  | «I Don't Smoke»                 | 3:18         |
| 6.                  | «Jobless Monday»                | 2:06         |
| 7.                  | «Drunk Walk Home»               | 2:35         |
| 8.                  | «I Will»                        | 2:54         |
| 9.                  | «Carry Me Out»                  | 3:53         |
| 10.                 | «Last Words of a Shooting Star» | 2:44         |
| Общая длительность: | Общая длительность:             | 30:14        |

Бонус-треки переиздания
| Н.                  | Название                                                         | Длит. |
| ------------------- | ---------------------------------------------------------------- | ----- |
| 11.                 | «Square» (live solo piano version)                               | 3:10  |
| 12.                 | «I Want You» (live at WNYU The Sound Between)                    | 3:05  |
| 13.                 | «Francis Forever» (live at WNYU The Sound Between)               | 2:51  |
| 14.                 | «Last Words of a Shooting Star» (live at WNYU The Sound Between) | 2:47  |
| Общая длительность: | Общая длительность:                                              | 42:07 |

## Чарты
| Чарт(2022)                | Пиковая позиция |
| ------------------------- | --------------- |
| Lithuanian Albums (AGATA) | 65              |